# Bethesda Softworks
Bethesda Softworks — американский издатель компьютерных игр. Компания основана в 1986 году Кристофером Уивером в Бетесде, штат Мэриленд. В 1999 году вошла в медиакомпанию ZeniMax Media и была перемещена в Роквилл, штат Мэриленд.
21 сентября 2020 года Microsoft объявила о приобретении родительской компании ZeniMax Media за 7,5 млрд долларов США.

## История
Bethesda Softworks была основана Кристофером Уивером, как подразделение Media Technology Limited в 1986 году, где он стал генеральным директором. Он основал данную компанию для того, чтобы «посмотреть является ли рынок ПК жизнеспособным местом для разработки игр». Влатко Андонов, президент Bethesda Softworks, вспоминает, что Уивер изначально хотел назвать компанию просто «Softworks», однако обнаружил, что данное название уже занято. «Итак, наш основатель, решил после долгих размышлений добавить слово Bethesda к Softworks!».
В том же году Bethesda Softworks выпустила свою первую игру — симулятор американского футбола Gridiron!. Портал The Escapist в 2007 году назвал данную игру первой «современной» спортивной компьютерной игрой, так как её игровой процесс базировался на взаимодействии игроков и мяча. Данная игра так впечатлила Electronics Arts, что они наняли команду Уивера для того, чтобы закончить работу над первой игрой в серии John Madden Football, а также приобрела права на издательство будущих версий Gridiron!. Однако, когда в следующий год порты Gridiron! не вышли на других платформах, Bethesda прекратила работу над John Madden Football и подала иск на Electronics Arts с претензией в 7,3 млн долларов, заявляя, что EA намеренно приостановила выход новой версии, чтобы включить её элементы в Madden. Претензия была урегулирована вне суда.
В 1992 году в компании началась работа над The Elder Scrolls: Arena, первой главой знаменитой серии action RPG, несмотря на то, что за 6 лет с момента выпуска Gridiron 6 из 10 выпущенных игр Bethesda Softworks были спортивными симуляторами. Arena имела огромный успех, несмотря на смешанные отзывы критиков на момент выхода.
Через 2 года после выхода The Elder Scrolls: Arena Bethesda Softworks выпускает продолжение — The Elder Scrolls Chapter II: Daggerfall, которое, по мнению портала The Escaptist в 2007 году, было наиболее амбициозной игрой из всех на тот момент вышедших 4 основных частей. Для исследования игроку был доступен открытый мир размером в 2 раза больше, чем Великобритания, где можно было посетить 15 000 городов и пообщаться с 700 000 неигровыми персонажами (NPC). Однако из-за багов некоторая часть пользователей не смогли запустить игру. Несмотря на коммерческий успех, игра имела статус игры с плохим кодом. В 1997 и 1998 годах состоялся выход двух спин-оффов основной серии — An Elder Scrolls Legend: Battlespire и The Elder Scrolls Adventures: Redguard. Однако оба ответвления не пользовались таким же успехом, как Daggerfall и Arena. Снижение продаж не ограничивалось только франшизой The Elder Scrolls, что в результате угрожало компании банкротством. По мнению Тодда Говарда, ныне исполнительного продюсера и игрового директора Bethesda Game Studios, «годы, следующие после выхода Daggerfall, были самыми трудными для компании. Мы принимали несколько неправильные решения и сделали несколько плохих игр». В 1999 году ZeniMax Media, холдинговая медиакомпания, основанная Крисом Уивером и Робертом Альтманом, приобрела Media Technology (также основанную Уивером), которой принадлежала Bethesda Softworks.
Покупка компании не прошла незамеченной для компании Microsoft, и третья глава в истории The Elder Scrolls, Morrowind, разработанная уже Bethesda Game Studios (Bethesda Softworks выступала издателем), получила версии для 2 платформ — для Windows и для новой консоли Microsoft, Xbox. На обеих платформах было реализовано 4 миллиона копий, и вместе с оригинальной Halo: Combat Evolved Morrowind сделал Xbox конкурентоспособной альтернативой PlayStation 2.
В 2002 году Кристофер Уивер оказался втянут в судебное разбирательство против своих деловых партнёров из ZeniMax. Согласно юридическому заключению по делу, Уивер подал иск против компании, утверждая, что он был «конструктивно уволен» (что означает, что он был вытеснен его новыми деловыми партнёрами после предоставления им доступа к его бренду) и ему было выплачено выходное пособие суммой в 1,2 миллиона долларов США, когда ZeniMax не возобновила трудовой договор с ним.
В том же году в Bethesda Game Studios началась разработка The Elder Scrolls IV: Oblivion. Игра была выпущена в марте 2006 года и повторила успех Morrowind: уже к январю 2007 года количество проданных копий равнялось 3 миллионам.
В 2004 году к Bethesda Softworks и ZeniMax Media перешли права на серию Fallout от Interplay Entertainment, которая на тот момент находилась на грани банкротства. Спустя 4 года была выпущена первая игра в приобретённой франшизе — Fallout 3, разработкой которой занималась Bethesda Game Studios. В 2010 году под издательством Bethesda Softworks была выпущена очередная игра серии Fallout: New Vegas, разработка которой была доверена независимой студии Obsidian Entertainment.
В 2011, 2014 и 2015 годах вышли продолжения серий The Elder Scrolls и Fallout. Основные части обеих серий имели коммерческий успех.
С 2009 года ZeniMax Media сделала ряд крупных покупок студий: в 2009 году была куплена id Software, в 2010 году — Arkane Studios, Tango Gameworks и MachineGames, в 2017 году — Escalation Studios. С покупкой id Software к Bethesda Softworks перешло право на издание находящейся в то время в разработке игры Rage, а также франшиз Doom, Wolfenstein и Quake. Первые игры по перечисленным франшизам вышли в 2016, 2014 и 2010 годах соответственно. Также в 2009 году была куплена торговая марка Prey и находящаяся в то время в разработке игра Prey 2 соответственно. Несмотря на отмену прямого сиквела игры Prey 2006 года, Bethesda Softworks издала идейную наследницу, игру Prey 2017 года.
С 2015 года компания проводит собственные презентации в рамках выставки E3.
21 сентября 2020 года корпорация Microsoft приобрела ZeniMax Media (в которую входит и Bethesda) за $7,5 млрд и получила контроль над всеми её дочерними компаниями.

## Игры
Bethesda Softworks занимается изданием проектов, разработанных дочерними компаниями ZeniMax Media. На данный момент компания известна за счёт таких проектов, как: серии The Elder Scrolls, Fallout и игра Starfield от Bethesda Game Studios, серии Doom, Quake и Rage от id Software, серия Wolfenstein от MachineGames, серия The Evil Within от Tango Gameworks, серия Dishonored и игра Prey от Arkane Studios. Кроме игр внутренних компаний ZeniMax Media, Bethesda Softworks иногда издаёт проекты в своих франшизах, разработанные при участии сторонних студий. Например, игра Rage 2 разрабатывается силами дочерней компании id Software и компании Avalanche Studios.
Кроме издания игр, компания занимается поддержкой собственной платформы цифровой дистрибуции Bethesda.net, а также имеет собственную платформу для выпуска модификаций для игр The Elder Scrolls V: Skyrim (только Special Edition) и Fallout 4 под названием Creation Club. Моды для обеих игр могут быть выпущены как на ПК под управлением Windows, так и для игровых приставок PlayStation 4 и Xbox One. Часть модификаций продаётся за определённую плату и позиционируется как «маленькие DLC».